# Neue Jugend (österreichische Zeitschrift)

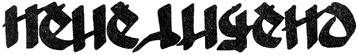
Logo der Zeitschrift „Neue Jugend“

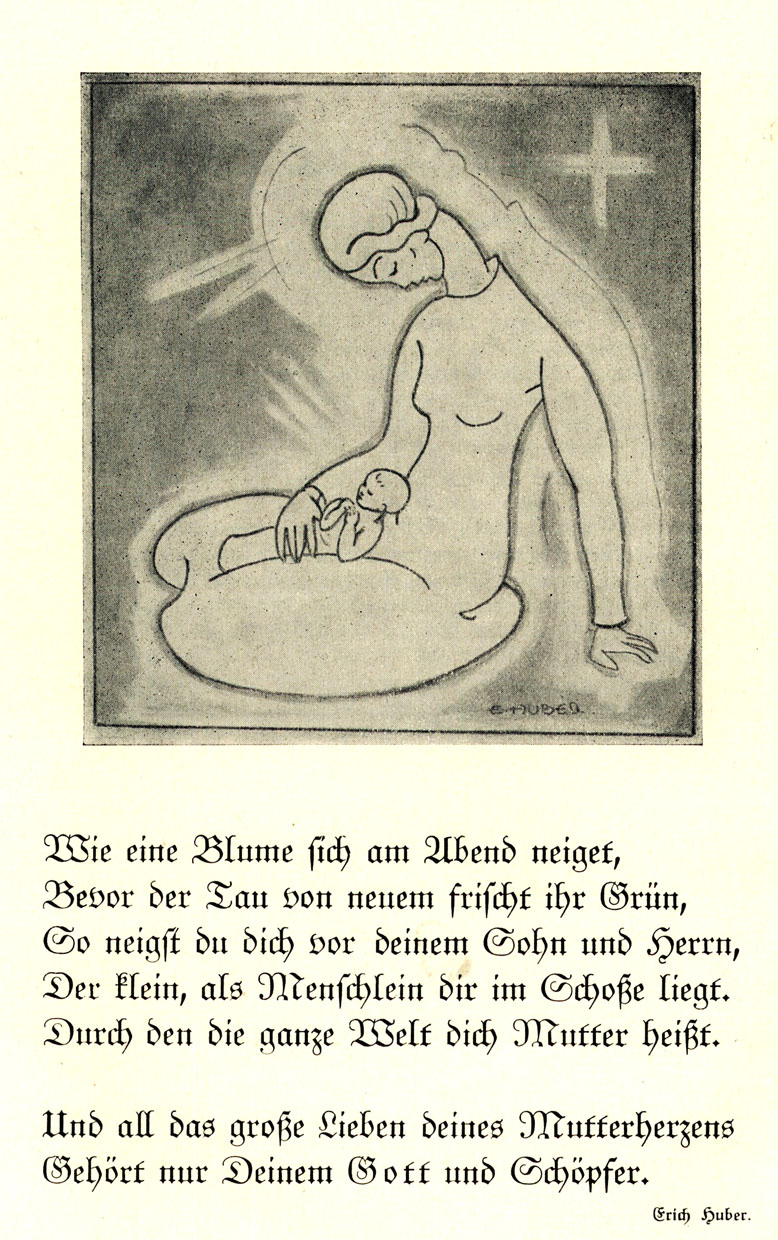
Illustration von E.Huber.

Die Zeitschrift Neue Jugend war ein Mitteilungs- und Reflexionsorgan der Studentenbewegung Bund Neuland.

## Vertrieb und Themen
Sie war im Einzelverkauf und im Abonnement erhältlich und wurde in Österreich, Deutschland, Ungarn, im Saargebiet, in der Schweiz und in der Tschechoslowakei vertrieben.
Gegründet von Karl Rudolf erschien die konfessionelle Zeitschrift (Blätter jungkatholischer Erneuerungsbewegung. Wien, I., Stephansplatz 3/11, herausgegeben vom Bund Neuland) erstmals in Wien am 8. Februar 1919 als Wochenzeitung. Ab dem 6. Oktober 1921 bis 1938 erschien sie monatlich (zunächst 16-seitig, später 24-seitig). Die Seitennummerierung war dabei von Anfang bis Ende eines Jahres durchlaufend. Die Zeitschrift erschien im geschlossenen Format 16,5 × 20 cm und war 2-fach geklammert. Sie war in einfärbigem (schwarz) Hochdruck, meist in der Schriftart Unger Fraktur, gesetzt.
Wiederkehrende Themen waren Berichte von Fahrten, gelegentlich mit Abbildungen, philosophische Gedanken, Aufrufe, Reden, Lieder, Gedichte, Aphorismen, Buchrezensionen sowie vereinzelt Illustrationen und Vignetten. Die Artikel spiegeln die Aufbruchsstimmung und geistigen Auseinandersetzungen der Jugendbewegung der Zwischenkriegszeit dar. Die Neue Jugend erschien bis zur Selbstauflösung des Bundes Neuland im Jahre 1938.
Im Verlag Tyrolia erschienen auch Sonderdrucke mit Inhalten der Neuen Jugend, beispielsweise Franz Maria Kapfhammers Rede vor dem Bund im Stift Stein 1935, Der Bund in der Welt und gegen die Welt.

## Herausgeber und Eigentümer
- Bund Neuland, Bund katholischer Jugendbewegung in Österreich, Wien, I., Judenplatz 8. – Verleger: Verlagsanstalt Tyrolia, Innsbruck = Wien = München, Wien, I., Stephansplatz 3/11. – Verantwortliche Schriftleiter: 1930 bis 1935: Arnulf Hesse, Anton Plattner.

## Typographie und Illustrationen
- Fritz Berger, Sepp Hirsch, Erich Huber, Albin Stranig, Rudolf Szyszkowitz, Max Weiler, und Karl Weiser.

## Autoren
- Hans Asperger, Karl Bier, Anton Böhm, die Fahrenden Scholaren, Fritz Foltin, Otto Foltin, Sepp Glaser, Arnulf Hesse, Erwin Hesse, Herbert Hinterleithner, Grete Huber, Franz Maria Kapfhammer, F. G. Kolbenheyer, Lotte Leitmaier, Michael Pfliegler, Ernst Nowotny, Friedl Renner, Hans Ressel, Rudolf Sonnleithner, Josepha Wieser, Karl Wolf.